# 韓陰
韓陰或韓陶（?—前89年），衛滿朝鮮归化人，原籍为中国，衛滿朝鮮的一位丞相，官職「朝鮮相」。韓陰是衛滿朝鮮的重要人物。
元封三年（前108年），漢武帝派兵攻打朝鮮，朝鮮戰敗，朝鮮相韓陰投降漢朝。韓陰被封為荻苴侯。

## 脚注
1. ↑  礪波護・武田幸男 1997，第267頁
2. ↑  國史編纂委員會，第註 042頁